# Gaye Bykers on Acid
Die Gaye Bykers on Acid (GBOA) waren eine britische Band des Psychedelic Rock und Mitbegründer der Grebo Musik. Später veröffentlichten sie Thrash Punk unter wechselnden Namen.

## Geschichte
Die Gaye Bykers on Acid wurden im Jahr 1984 von Ian Reynolds (Robber) und Ian Hoxley (Mary) gegründet. Später kamen der Kunststudent und Gitarrist Tony Horsfall sowie der Schlagzeuger Kevin Hyde dazu. Ihren ersten öffentlichen Auftritt hatten die GBOA 1985 im Princess Charlotte in Leicester.
Die ersten beiden Veröffentlichungen, die Singles Everythang's Groovy und Nosedive Karma EP, wurden in Leeds mit Jon Langford von The Mekons eingespielt und auf dem InTape-Label veröffentlicht. Die nächsten Platten, die Alben Drill Your Own Hole und Stewed to the Gills, wurden durch Virgin Records herausgebracht.
Sie traten unter dem Namen Lesbian Dopeheads on Mopeds in Frauenkleidung als ihre eigene Vorband auf. Ein weiteres Alias von den Gaye Bykers on Acid war die fiktive ostdeutsche Trash-Punk-Band Rektüm. Unter diesem Namen wurden auch die LP Sakredanus und die EP Real Horror Show veröffentlicht.
Im Jahr 1989 wurden die GBOA aufgrund schlechter Plattenverkäufe und Managementproblemen von Virgin gefeuert. Die nächste LP Cancer Planet Mission erschien bei ihrem eigenen Label Naked Brain. Die letzte Studio-LP mit Jon Langford, Pernicious Nonsense, kam 1990 heraus. Als The Purple Fluid Exchange (PFX) veröffentlichen sie noch weitere LPs. Nach mehreren Touren in den Vereinigten Staaten und Großbritannien lösten sich die Gaye Bykers on Acid auf.

## Diskografie

### Singles
- 1986: Everythang's Groovy (InTape)
- 1987: Nosedive Karma (InTape)
- 1987: Git Down (Virgin Records)
- 1987: All Hung Up (Virgin)
- 1989: Hot Thing (Virgin)
- 1991: S.P.A.C.E. (als PFX, Naked Brain)
- 1991: Killer Teens in New Orleans (als PFX, Naked Brain)

### EP
- 1998: The BBC Sessions (Strange Fruit Records)
- 1989: Real Horror Show (als Rektüm, Manic Ears Records)

### Alben
- 1987: Drill Your Own Hole (Virgin)
- 1989: Stewed to the Gills (Virgin)
- 1989: GrooveDiveSoapDish (Bleed)
- 1990: Cancer Planet Mission (Naked Brain)
- 1990: Sakredanus (als Rektüm, PSI Records)
- 1990: Pernicious Nonsense (als PFX, Naked Brain)
- 1992: Gaye Bykers on Acid (Receiver Records)
- 1993: From the Tomb of the Near Legendary... (Receiver)
- 2001: Everything's Groovy (Cherry Red Records)